# Kiko Amat
Kiko Amat (Sant Boi de Llobregat, 1971) és un escriptor i periodista cultural català. És autor de les novel·les El día que me vaya no se lo diré a nadie (2003),
Cosas que hacen BUM (2007), Rompepistas (2009), Eres el mejor, Cienfuegos (2012), Antes del huracán (Anagrama, 2018), les quatre per a l'editorial Anagrama, i la recopilació d'assajos-crònica Mil Violines (Random House Mondadori, 2011) i Chap chap (Blackie Books, 2015). Escriu de forma regular per al suplement Cultura/S de La Vanguardia, Babelia d'El País, Jot Down, Playground, Gent Normal i Rockdelux, entre d'altres.